# Kanton Fontenay-sous-Bois-Ouest
Kanton Fontenay-sous-Bois-Ouest (fr. Canton de Fontenay-sous-Bois-Ouest) je francouzský kanton v departementu Val-de-Marne v regionu Île-de-France. Tvoří ho pouze západní část města Fontenay-sous-Bois.